# Tony Bongiovi
Tony Bongiovi es un productor discográfico estadounidense. Ha trabajado con artistas y bandas como Gloria Gaynor, Talking Heads, Aerosmith, Ramones, entre otras. En sus primeros años trabajó junto al guitarrista Jimi Hendrix. Es primo de Jon Bon Jovi, líder de la agrupación de hard rock Bon Jovi.

## Discografía seleccionada
- 1975: Never Can Say Goodbye - Gloria Gaynor
- 1975: Crash Landing - Jimi Hendrix
- 1975: Midnight Lightning - Jimi Hendrix
- 1975: Are You Ready For Freddy? - Freddy Fender
- 1975: Experience Gloria Gaynor - Gloria Gaynor
- 1976: I've Got You - Gloria Gaynor
- 1977: Leave Home - The Ramones
- 1977: Rocket to Russia - The Ramones
- 1977: Talking Heads '77 - Talking Heads
- 1977: Tailgunner - Jimmy McGriff
- 1977: Star Wars and Other Galactic Funk - Meco
- 1978: "Close Encounters Theme" - Meco
- 1979: This Is My Life (La Vita) con Meco - Shirley Bassey
- 1980: Christmas in the Stars - Meco
- 1978: Ace Frehley - Ace Frehley
- 1980: 1978-80: 1978-1980 Six Singles - Al Downing
- 1980: Star Wars: Episodio V - El Imperio contraataca - Meco
- 1981: Balance - Balance
- 1982: Big Al Downing - Al Downing
- 1982: I'll Be Loving You - Al Downing
- 1982: Darlene - Al Downing
- 1982: Rock in a Hard Place - Aerosmith
- 1982: In for the Count - Balance
- 1983: Bark at the Moon - Ozzy Osbourne
- 1983: Superstar - Lydia Murdock
- 1984: Love on the Line - Lydia Murdock
- 1984: Bon Jovi - Bon Jovi
- 1990: Back for Another Taste - Helix
- 2002: Sympathy - Goo Goo Dolls
- 2005: As Above So Below - NoEnd

## Otros artistas producidos
- Jodi Bongiovi
- Cindy Bullens
- Carlene Carter
- Rick Derringer
- Mike DeVille
- Buck Dharma
- Carol Douglas
- The Electriks
- Barry Goudreau
- Gus & The New Breed
- Millie Jackson
- The Rezillos
- Sylvian
- Tuff Darts